# Киёт (станция метро)
Киёт (узб. Qiyot) — станция Ташкентского метрополитена.
Открыта для пассажиров 25 апреля 2023 года в составе второго участка Линии Тридцатилетия независимости Узбекистана: «Куйлюк» — «Курувчилар».
Расположена между станциями «Матонат» и «Толарик»

## История
Проектное название — «Академика Турсунбая Рашидова». Некоторое время после открытия станция носила временное название «9-бекат» (узб. 9-bekat). 9 августа 2023 года, после опросов жителей города, станция официально получило название «Киёт».

## Характеристика
Станция: надземного типа с островной платформой.
С восточной стороны оборудована лифтом для маломобильных пассажиров.
С западной стороны в основном вестибюле установлен 3-ленточный эскалатор.